# دستور زبان
دستور زبان یا گرامر (به انگلیسی: Grammar) مجموعه قوانین و ضوابط حاکم بر ساختار واژه‌ها، جمله‌ها، واج‌ها و آواها و معناها در زبان است. به عبارت دیگر، دستور زبان مجموعه قواعد و آیین‌هایی است که اهل زبان آن‌ها را به‌طور قراردادی و دسته‌ای، مجموعه‌ای (همکاری دسته‌جمعی)، و تکاملی (نقاشی، خط میخی و…) فراگرفته و زبان‌آموزان برای درک بهتر گفتار و نوشتار اهل زبان، آن را می‌آموزند. در تقسیم‌بندی‌های سنتی، دستور زبان به‌طور کلی از دو شاخهٔ واژه‌شناسی (صرف) و جمله‌شناسی (نحو) تشکیل شده‌است. صرف و نحو با هم دستورِ یک زبان را تشکیل می‌دهند؛ ولی امروزه دستور زبان را، که زیرشاخه‌ای از دانش زبان‌شناسی به‌شمار می‌آید، دارای بخش‌های آواشناسی، واج‌شناسی، صرف، نحو و معناشناسی می‌دانند.

## تعریف
در زبان‌شناسی، دستور زبان مجموعه‌ای از قانون‌های ساختمانی در زبان است که ساختِ جمله‌ها، عبارت‌ها، و کلمه‌ها را در هر زبانی تعیین می‌کند. این اصطلاح همچنین به مطالعهٔ این قانون‌ها نیز گفته می‌شود که در این‌زمینه شامل علم نحو، ریخت‌شناسی، و واج‌شناسی است که اغلب با آواشناسی، معناشناسی، و عملگرایی کامل می‌شود.
زبان‌شناسان بیشتر این اصطلاح را برای قوانین املایی به کار می‌برند؛ هرچند کتاب‌های کاربردی و راهنماهای متداول ــ که خودشان را دستور زبان می‌نامند ــ ممکن است به قواعد املا و نشانه‌گذاری گفته شوند.
دستور زبان؛ ساختار و سامانه زبان است. دستور زبان شامل زبان‌شناسی نحوی و ساخت‌شناسی واژگانی زبان است. بسیاری بر این باور هستند دستور زبان یا گرامر شامل قوانین زبان است، در صورتی که در حقیقت هیچ زبانی شامل قانون نیست (به استثناء زبان اسپرانتو). زیرا قانون توسط عده‌ای قانون گذار وضع می‌شود ولی گرامر توسط هیچ‌کس وضع نشده‌است. زبان به مرور زمان تغییر می‌کند. زیرساخت‌های اجتماعی در تغییر زبان بسیار تأثیرگذار هستند؛ اقتصاد، سیاست، فرهنگ، تغییرات جغرافیایی، تغییرات اقلیمی، تحول ساختار سیاسی جامعه‌ها و چندین و چند عامل دیگر، در تغییر و دگرگونی زبان، تأثیر مستقیم دارند. به بیان دیگر، دستور زبان بازتابی از زبان در یک دوره مشخص است. گرامر زبان باعث می‌شود تا آموزندگان زبان، سریع تر و تأثیرگذارتر آن را بیاموزند. وقتی آموزندگان زبان؛ دستور زبان را بیاموزند، قادر هستند خیلی چیزها را خود درک کنند و از مراجعه به معلم و کتاب‌ها بی‌نیاز شوند.

## کاربرد اصطلاحات
گویندهٔ هر زبانی، برای استفاده از زبانش، مجموعه‌ای از قوانین را دارد. این دستور زبان است و ــ دست‌کم در مورد زبان بومی فرد ــ اکثریت زیادی از اطلاعات درونش به‌وسیلهٔ مطالعهٔ آگاهانه یا آموزش به دست نمی‌آید، بلکه به‌وسیلهٔ مشاهدهٔ دیگر گویندگان میسر است. بخش عظیمی از این عمل در دورهٔ کودکی انجام گرفته‌است. زبان‌آموزان بعدها در زندگی، درگیر حجم بزرگ‌تری از راهنمایی‌های دقیق می‌شوند.
اصطلاح دستور زبان می‌تواند برای توصیف قوانینی که رفتار زبانیِ گروهی از گویندگان را تعیین می‌کند، مورد استفاده قرار بگیرد. اصطلاح دستور زبان انگلیسی می‌تواند چندین معنا داشته‌باشد: می‌تواند به تمام قواعد دستور زبان انگلیسی گفته شود؛ این همان دستور زبانی است که مورد استفادهٔ همهٔ گویندگان زبان انگلیسی قرار می‌گیرد، به‌این معنی که شامل تنوع عظیمی است. این اصطلاح متناوباً ممکن است فقط به آنچه در دستور زبان همه یا اکثریت زیادی از گویندگان انگلیسی‌زبان عمومیت دارد به کار رود، (مانند قرار گرفتن فاعل ـ فعل ـ مفعول در یک جملهٔ سادهٔ خبری). یا اشاره به قوانین خاصی دارد که مربوط به تعریف تنوع زبان انگلیسی می‌شود (مثل زبان استاندارد انگلیسی).
دستور زبان انگلیسی، توصیفی ویژه از مطالعه یا تجزیهٔ چنین قوانینی است. یک کتاب مرجع، دستور زبان را دستور زبان مرجع می‌نامد. یک دستور زبان غنی، که تماماً دستور یک زبان را توصیف می‌کند، دستور زبان توصیفی نامیده می‌شود. زبانشناسی توصیفی در تقابل با زبانشناسی تجویزی قرار داده‌اند که تلاش می‌کند قوانین مورد استفادهٔ یک زبان را اجرا کند.
چارچوب‌های دستوری، وسیله‌ای برای رسیدن به دستور زبان مطلوب است. چارچوب استاندارد یک دستور زبان زایشی، مدل دستور متغیر است که توسط نوام چامسکی و همکارانش از سال ۱۹۵۰ به بعد توسعه یافت.

## تاریخ
نخستین دستور اصولی از هند در عصر آهن سرچشمه می‌گیرد که توسط یاسکا (قرن ۶ قبل از میلاد)، و دیگر مفسرانِ قبل از میلاد پدید آمد. در غرب نیز، دستور زبان به‌عنوان یک نظم در آداب یونانی از قرن سوم قبل از میلاد، همزمان با نویسندگانی چون ریانوس و آریستارکوس، پدید آمد که به‌عنوان قدیمی‌ترین سند دستوری شناخته می‌شود. دستور زبان لاتین، با دنبال کردن مدل یونانی، از قرن یکم قبل از میلاد، با آثار نویسندگانی چون اوربیلیوس پاپیلوس، رمیوس پالمون و چند تنِ دیگر توسعه یافت. دستور زبان متداول تامیل در حدود قرن نخستِ قبل از میلاد پدید آمد. دستور زبان ایرلندی در قرن هفتم توسط اوریسپت پایه‌ریزی شد. دستور عربی در قرن هشتم توسط ابن ابی‌اسحاق و شاگردانش شکل گرفت.
نخستین رساله بر دستور زبان عبری در متون میشناه در قرون وسطی پدید آمد. فرهنگ و دستور یهودی نیز از بغداد نشأت می‌گیرد. دیکداک یکی از نخستین تفسیرهای دستوری بر انجیل در زبان عبری است. ابن بارون، در قرن دوازدهم، زبان عبری را با عربی، با توجه‌به قواعد دستوریِ اسلامی مقایسه کرده‌است. در سراسر قرون وسطی، دستور زبان به‌عنوان هستهٔ مرکزی در بین هفت هنر شناخته می‌شد. این اندیشه تحت تأثیر نویسندگان عهد عتیق، همچون پریسکان، بود. رفتارهای بومی‌مآبانه در قرون وسطی رفته‌رفته توسط کارهای انفرادی نظیر رسالهٔ دستوری آغاز شد. اما آثار این کارها در رنسانس و قرن هجدهم پدیدار شد.
دستور زبان کشورهای اروپایی به‌منظور ترویج دین مسیح و ترجمهٔ کتاب مقدس از قرن شانزدهم به جلو گام برداشت. از نیمهٔ دوم قرن هجدهم به بعد، دستور زبان به‌عنوان یک زیرشاخهٔ منظم از زبانشناسی مدرن شناخته می‌شد. دستور زبان صربی توسط استفانوویچ در سال ۱۸۱۴ منتشر شد، و همزمان با آن، برادران گریم در سال ۱۸۱۸ برای اولین بار دستور آلمانی را منتشر کردند. کتاب دستور زبان تطبیقی که در سال ۱۸۳۳ به‌وسیلهٔ فرانتز تألیف شد، نقطهٔ آغاز زبانشناسی تطبیقی بود.

## گسترش دستور زبان
دستور درمیان کاربردش و نیز به‌دلیل تفکیک جمعیت از یکدیگر، نمود و گسترش پیدا کرد. درمیان نوشته‌های ارائه‌شده، تمایل به قوانین رسمی در کاربرد زبان بیشتر به چشم می‌خورد. قوانین رسمی براساس اسنادی که تکرار شده‌اند و گسترش یافته‌اند، در طول زمان رمزگذاری شده‌است. از زمانی که قوانین ایجاد شده‌اند و گسترش یافتند، مفهوم دقیق و تجویزیِ دستوری به وجود آمد. این گرامر تجویزی باعث بروز اختلاف بین کاربرد جدید و آنچه قبلاً مورد پذیرش بود، می‌شود. زبانشناسان تمایل دارند گرامر تجویزی را نسبت به آنچه سایر نویسندگان نشان می‌دهند، کمتر جلوه دهند. البته شیوهٔ نگارش، ابزار خوبی برای راهنمایی در نوشتن انگلیسی استاندارد براساس توصیف قوانین در نگارش معاصر است. تجویزهای زبانشناسان بخشی از توضیحات را در تنوع گفتار شکل می‌دهد، به‌ویژه در تنوع گفتار در گویش انفرادی. مطالعهٔ رسمی گرامر، بخش مهمی از تحصیل کودکان است (از سنین جوانی گرفته تا یادگیری پیشرفته). اگرچه قوانینی که در مدرسه تدریس می‌شود، ازنظر زبانشناسان بیشتر تجویزی است تا توصیفی.
ساخت زبان، که همچنین طرح و برنامهٔ زبان هم نامیده می‌شود، در عصر جدید بیشتر رواج دارد. بسیاری از ساخت‌ها برای کمک به ارتباطات بشر طراحی شده‌است. برای مثال، زبان اسپرانتو و لجبان، هر کدام گرامر خاص خود را دارند.
علم نحو اشاره به سطحی بالاتر از کلمه دارد (برای مثال، اینکه چگونه یک جمله تشکیل می‌شود)، بدون دخالت آواشناسی در زبان. برخلاف آن، واژه‌شناسی اشاره به سطح پایین‌تر از کلمه دارد (برای مثال چگونه کلمات مشتق شکل می‌گیرند) و با دخالت آواشناسی. اگرچه نمی‌توان بین علم نحو و واژه‌شناسی مرزی قائل شد. زبان‌های تحلیلی از علم نحو استفاده می‌کنند تا اطلاعاتی انتقال دهند که به‌وسیلهٔ زبان‌های ترکیبی رمز گذاری شده‌است. به عبارت دیگر، در زبان ترکیبیِ محض، ارزش واژه‌شناسی بسیار بیشتر از کلمه است؛ همان‌طور که واژه‌شناسی به‌اندازهٔ علم نحو در زبان تحلیلی ارزشی ندارد. برای مثال، زبان‌های چینی و زبان‌های آفریقایی بسیار تحلیلی هستند، و بنابراین معنای آن‌ها بسیار وابسته به متن است. زبان لاتین به‌طور مشخص ترکیبی است، و از پیشوند و پسوند و تکواژهای تصریفی برای رساندن همان مطالبی استفاده می‌کنند که زبان چینی از علم نحو استفاده می‌کند. از آنجایی‌که کلمات لاتین (دارای خودمحتوایی) هستند، یک جملهٔ لاتین می‌تواند از اجزایی ساخته شود که قابلیت قرار گرفتن در حوزهٔ اختیاریِ وسیعی را دارد.

## چارچوب دستور زبان
از اواسط قرن بیستم نظریه‌های زبان‌شناسی مختلفی در مورد «چارچوب دستور زبان» مطرح شد، به‌ویژه تحت تأثیر ایده‌های دستور جهانی در ایالات متحده آمریکا. بر این اساس، این تقسیم‌بندی مشتمل است بر:
1. دستور زایاگشتاری
2. دستور کاربردی
3. نظریهٔ اصول و مشخصه‌ها
4. دستور واژگانی
5. دستور ساختار عبارت‌های تعمیم‌یافته
6. دستور ساختار عبارت‌های مشتق‌شده
7. دستورهای غیرمستقل
8. نقش و دستور مرجع

## آموزش
دستور تجویزی در دبستان تدریس می‌شود. اصطلاح دستور آموزشگاهی به آموزش دستور لاتین در مدارس گفته می‌شود. این دستور، در شکل اولیهٔ خود، دستور آموزشگاهی است و به مدارسی برمی‌گردد که به دانش‌آموزان برای خواندن، بررسی دقیق، ترجمه، و خواندن شعرهای یونانی و لاتین، ازقبیل هومر و انیوس تدریس می‌شود. این دستور نباید با دستور مدارس جدید انگلیسی آمیخته شود. زبان استاندارد، گویش خاصی از زبان است که توسط سایر گویش‌ها در نوشتن، آموزش، و صحبت‌های گروهی در محیط عمومی گسترش می‌یابد. این گویش با گویش بومی، که هدف مطالعهٔ گرامر توصیفی است و گاه به‌صورت تجویزی تدریس می‌شود، کاملاً متضاد است. از زمانی که ملیت‌ها و نژادهای استاندارد شکل گرفته‌اند، زبان اول استاندارد در آموزش ابتدایی و نیز در بحث‌های سیاسی استفاده می‌شود. اخیراً تلاش‌هایی برای به‌روز کردن ساختار گرامر در تحصیلات دبستان و راهنمایی آغاز شده‌است. در ابتدایی، تمرکز روی ممانعت از استفاده از قوانین تجویزی، منسوخ و درعوض استفاده از قوانین توصیفی و تغییر شکل صحیح و استاندارد مقایسهٔ آن با گویش غیراستاندارد است. برتری «فرانسوی پاریسی» به‌طور گسترده درمیان تاریخ ادبیات مدرن فرانسه وجود دارد. زبان استاندارد ایتالیایی براساس آنچه در پایتخت صحبت می‌شود نیست، ولی در رم براساس آنچه در فلورانس گفتگو می‌گردد صحبت می‌شود؛ همچنان‌که اسپانیا تحت تأثیر نوع تکلم در مادرید نیست، ولی تحت تأثیر گوینده‌های تحصیل‌کردهٔ مناطق شمالی، ازقبیل کاستیل و لئون است. در آرژانتین و اروگوئه، زبان اسپانیایی استاندارد براساس گویش‌های محلی بوینوس آیرس و مونته ویدئو است. پرتغالی‌ها سه شکل اداریِ استاندارد دارند: زبان پرتغالی محترمانه، پرتغالی اروپایی، و پرتغالی گالیسی. نروژ دو شکل استاندارد دارد: بوکمول (بوکمال) و نونورسک (نینورسک). اساسِ انتخاب بین این‌که کدام‌یک برای گفتگو مهم‌تر است این است که هر نروژی فقط می‌تواند یکی از دو صورت زبان اداری آنجا را انتخاب کند، یا می‌تواند زبان خنثی داشته‌باشد. زبان اصلی که در دبستان‌های ابتدایی استفاده می‌شود و به‌طور معمول، زبان مورد استفاده توسط شهرداریهاست، و به‌وسیلهٔ رای‌گیری‌ای که از طریق مدارس محلی آن ناحیه انجام می‌شود، تعیین می‌شود. زبان استاندارد آلمانی در قرن ۱۶ و ۱۷ توسط افراد ثروتمند و مرفه آلمانی به وجود آمد. تا حدود سال ۱۸۰۰ تقریباً یک زبان نوشتاری بود، ولی اکنون به‌طور گسترده توسط آلمانی‌ها صحبت می‌شود. زبان استاندارد زبان ماندارین به‌عنوان زبان رسمی در بین مردم جمهوری‌های چین و سنگاپور پذیرفته شده‌است. تلفظ زبان ماندارین براساس نوع تلفظ و گویش محلی در پکن استوار است، حال آنکه دستور و نحو براساس زبان بومیِ چینی است. عربی مدرنِ استاندارد دقیقاً براساس عربی کلاسیک ــ که همان زبان قرآن است ــ استوار است. زبان هندی استاندارد دو گونه‌است: ۱. هندی، ۲. زبان اردو.